# Alain Besançon
Alain Jules Daniel Besançon (* 25. April 1932 in Paris; † 9. Juli 2023) war ein französischer Historiker, der sich insbesondere mit der neueren Geschichte Russlands und der Sowjetunion befasste. Er hatte den Lehrstuhl für Geschichte der russischen Kultur an der École des hautes études en sciences sociales (EHESS) inne.

## Leben
Alain Besançon, Sohn des Medizinprofessors Louis Justin-Besançon und von Madeleine Delagrange, wuchs in einer großbürgerlichen, katholischen Familie in Paris auf. Er absolvierte das Institut d’études politiques de Paris (Sciences Po) und die Universität von Paris (Sorbonne), 1957 bestand er die Agrégation (Staatsprüfung für das höhere Lehramt) im Fach Geschichte. Während der folgenden drei Jahre arbeitete er als Lehrer an Lycées in Montpellier, Tunis und Neuilly-sur-Seine. Seine wissenschaftliche Laufbahn begann 1960 am CNRS, wo er bis 1964 arbeitete. 1965 wurde er wissenschaftlicher Assistent (Maître-assistant) in der VI. Sektion (Sozial- und Wirtschaftswissenschaften) der École pratique des hautes études (EPHE), aus der 1975 die École des hautes études en sciences sociales (EHESS) hervorging. 
Mit einer Arbeit über Bildung und Gesellschaft in Russland im zweiten Drittel des 19. Jahrhunderts, betreut von Roger Portal, schloss er 1977 das Doctorat d’État ab (entspricht etwa einer Habilitation). Im selben Jahr wurde er zum Directeur d’Études (entspricht einer Professur) an der EHESS ernannt, wo er während der folgenden 20 Jahre das Seminar für Geschichte der russischen Kultur leitete. In den USA und in England hatte er Gastprofessuren inne: am Wilson Center in Washington, D.C. (1979), der Hoover Institution in Stanford (1982/83), am All Souls College der Universität Oxford (1986) und an der Princeton University (1995).
Von 1951 bis 1956 war Besançon Mitglied der Kommunistischen Partei Frankreichs, die er nach Chrustschows Eingeständnis der Verbrechen Stalins und der Niederschlagung des Ungarischen Volksaufstands durch sowjetische Truppen verließ. Diesen Weg teilte er mit seinen Historikerkollegen Emmanuel Le Roy Ladurie, Annie Kriegel und François Furet. Später wandte er sich dem katholischen Glauben zu. Untersuchungen zum Ursprung totalitärer Systeme (Kommunismus und Nationalsozialismus) stehen ebenso im Fokus seiner Arbeit wie die Geschichte des Christentums. 2008 veröffentlichte er mit Émile et les menteurs einen Roman, dessen Hauptfigur dem französischen Wertpapierhändler Jérôme Kerviel nachempfunden ist.
Besançon war ab 1954 mit Marie Goldstyn (* 1930) verheiratet. Das Paar bekam vier Kinder.
1996 wurde er als Nachfolger Jacob Kaplans zum Mitglied der Académie des sciences morales et politiques gewählt, zunächst in der Sektion Moral und Soziologie. Drei Jahre später wechselte er als Nachfolger Jean Guittons auf einen Sessel in der philosophischen Abteilung der Akademie. Die Russische Staatliche Geisteswissenschaftliche Universität (2001) und die Universität Warschau (2014) verliehen ihm die Ehrendoktorwürde. Er wurde 2006 als Offizier der Ehrenlegion ausgezeichnet.
Alain Besançon starb im Juli 2023 im Alter von 91 Jahren.

## Werke
- Le Tsarévitch immolé. 1967.
- Histoire et expérience du moi. 1971.
- Entretiens sur le Grand Siècle russe et ses prolongements (in Zusammenarbeit), 1971.
- Éducation et société en Russie dans le second tiers du XIXe siècle. Mouton, Paris 1974; Reprint de Gruyter. Berlin/Boston  2017, ISBN 978-3-11-178058-0.
- L’Histoire psychanalytique, une anthologie. Mouton, Paris 1974.
- Être russe au XIXème siècle. Verlag A. Colin, Paris 1974.
- Court traité de soviétologie à l’usage des autorités civiles, militaires et religieuses. Vorwort von Raymond Aron. Hachette 1976, ISBN 2010032071.
  - deutsch: Umgang mit Sowjetrussen. Societäts-Verlag, Frankfurt 1977, Übersetzung Brigitte Weitbrecht, ISBN 978-3-79730-305-9.
- Les Origines intellectuelles du léninisme. Calmann-Lévy, Paris 1977 und Gallimard, Paris 1996, ISBN 2070736229.
- La Confusion des langues. La crise idéologique de l’Église. Calmann-Lévy, Paris 1978, ISBN 2702102778.
- Présent soviétique et passé russe, Livre de poche, Paris, 1980 (neu aufgelegt bei Hachette, Paris, 1986).
- Anatomie d’un spectre. L’économie politique du socialisme réel. Calmann-Lévy, Paris 1981, ISBN 2702103928.
- mit Jean Plumyène: Courrier Paris-Stanford. Julliard, Paris 1984, ISBN 2260003540.
- La Falsification du bien, Soloviev et Orwell. Julliard, Paris 1985, ISBN 2260004059.
- Une génération. Julliard, Paris 1987, ISBN 2260004962 (Prix Eugène-Piccard der Académie française).
- Vendredis. Expansion scientifique française, Paris 1989, ISBN 9782704612970.
- L’Image interdite, une histoire intellectuelle de l’iconoclasme. Fayard, Paris 1994, ISBN 2213592543.
- Trois tentations dans l’Église. Verlag Calmann-Lévy, Paris 1996, ISBN 2702126316.
- Le Malheur du siècle. Sur le communisme, le nazisme et l’unicité de la Shoah, Fayard, Paris 1998, ISBN 2-213-60226-3.
  - deutsch: Über die Shoah, den Nationalsozialismus und den Stalinismus, Klett-Cotta, Stuttgart 2001, Übersetzung bodo Schulze, ISBN 978-3-60894-215-6.[9]
- Émile et les menteurs. Roman. Fallois, Paris 2008, ISBN 978-2877066488.
- Cinq Personnages en quête d’amour. Amour et religion. Fallois, Paris 2010, ISBN 9782877067393.
- Sainte Russie. Fallois, Paris 2012, ISBN 9782877067980.
- Le Protestantisme américain. De Calvin à Billy Graham. Fallois, Paris 2013, ISBN 9782877068291.
- Problèmes religieux contemporains, Éditions de Fallois, Paris 2015, ISBN 9782877068994.
- Contagions. Essais 1967–2015, Les Belles Lettres, 2018.